# Stig Traavik
Stig Ingemar Traavik (* 19. Dezember 1967 in Haugesund, Norwegen) ist ein norwegischer Judoka und Diplomat.

## Werdegang
Traavik absolvierte die Highschool der Oxford School (1983–1984) und von 1988 bis 1994 an der Universität Oslo ein Masterstudium in Politikwissenschaften und Geschichte. Traavik nahm als Judoka an den Olympischen Sommerspielen 1992 in Barcelona teil. Als Halbleichtgewicht erreichte er den 24. Platz. Sechsmal war Traavik norwegischer Meister und gewann Medaillen bei den Europa- und Weltmeisterschaften der Veteranen.
Seit 1995 ist Traavik im Auswärtigen Dienst Norwegens tätig. Von 1997 bis 2000 war er Botschaftssekretär an der norwegischen Botschaft in Abidjan (Elfenbeinküste). Im April 1999 wurde er, zusammen mit fünf anderen Diplomaten nahe Kolahun (Lofa County) in Liberia von Rebellen entführt. Traavik gelang es, zusammen mit dem niederländischen Botschafter in einem Auto über die Grenze nach Guinea zu fliehen.
Von 2000 bis 2002 arbeitete Traavik an der norwegischen Mission in Genf, bevor er stellvertretender Botschafter in Kabul wurde. Von 2003 bis 2004 arbeitete er als Berater der afghanischen Regierung. Traavik sorgte für die Rückkehr Afghanistans zu den Olympischen Spielen und trainierte die erste weibliche Olympionikin des Landes, die Judoka Friba Razayee für die Olympischen Sommerspiele 2004 in Athen. Danach leitete Traavik Operationen des Norwegischen Flüchtlingsrates in Afghanistan und Pakistan bis 2006. Von Juni bis Oktober 2007 war er Afghanistankoordinator im Außenministerium in Oslo und von 2007 bis 2011 Stabschef beim Entwicklungsminister. 2011 diente Traavik als UN-Sondergesandter für die Elfenbeinküste.
Im Juni 2012 wurde Traavik norwegischer Botschafter in Jakarta. Neben Indonesien war er auch für Osttimor und die ASEAN akkreditiert. 2016 wurde er wegen inakzeptablen Verhaltens vorzeitig nach Norwegen zurückgerufen. Traavik hatte eine Beziehung mit zwei indonesischen Geschäftsfrauen und einer Kulturtätigen begonnen. Letztere soll angeblich von Norwegen Geld für ihre Organisation erhalten haben. Im Februar 2017 wurde Traavik Berater im norwegischen Außenministerium. Er erhielt weiter das Gehalt eines Botschafters. Sein Nachfolger als Botschafter in Indonesien und Osttimor wurde Vegard Kaale.